# Breaker band
Een Breaker band is een verbeterde diagonaalband voor motorfietsen.
Hierbij is het basisproduct opgebouwd uit koordlagen die diagonaal van hiel tot hiel lopen (25°-30° karkas), voorzien van een gordel onder het loopvlak (de breaker), waarvan de lagen dezelfde hoek maken (25°-30° gordel). De taak van de breaker is te voorkomen dat de band te veel vervormt tijdens het rijden.